# Campo Grande (Río de Janeiro)
Campo Grande es un barrio de Río de Janeiro ubicado en la Zona Oeste de la ciudad. 
Limita con los barrios cariocas de Bangu, Cosmos, Guaratiba, Inhoaíba, Jacarepaguá, Paciência, Santíssimo, Senador Camará, Senador Vasconcelos, Vargem Grande y con el municipio fluminense de Nova Iguaçu.

## Administración
Campo Grande está bajo la administración de la Prefeitura da Cidade do Rio de Janeiro, Subprefeitura da Zona Oeste y XVIII Região Administrativa - Campo Grande.
El barrio es parte de la Área de Planejamento 5 y Região de Planejamento 5.2 - Campo Grande.